# Țvitușce, Nîjnohirskîi
Țvitușce (în ucraineană Цвітуще) este un sat în comuna Lîstvînne din raionul Nîjnohirskîi, Republica Autonomă Crimeea, Ucraina.

## Demografie
Componența lingvistică a localității Țvitușce
     Rusă (91,76%)
     Ucraineană (8,24%)
Conform recensământului din 2001, majoritatea populației localității Țvitușce era vorbitoare de rusă (91,76%), existând în minoritate și vorbitori de ucraineană (8,24%).